# Гутченко, Пётр Лаврентьевич
Пётр Лаврентьевич Гутченко (18 августа 1921, Шандриголово — 18 августа 1942, Клетская, Сталинградская область) — участник Великой Отечественной войны, заместитель политрука 93-го стрелкового полка 76-й стрелковой дивизии 21-й армии Сталинградского фронта, политрук. Закрыл своим телом амбразуру дзота.

## Биография
Родился в 1921 году в селе Шандриголово. По окончании школы работал инструктором Красно-Лиманского горкома комсомола.
В 1941 году Красно-Лиманским РВК призван на службу, направлен в Камышин в военное училище. С 23 июля 1942 года, будучи заместителем политрука 93-го стрелкового полка 76-й стрелковой дивизии, участвовал в боях на подступах к Сталинграду.
18 августа 1942 года 1942 года 93-й стрелковый полк вёл бой за расширение захваченного накануне плацдарма на правом берегу Дона близ Клетской. На высоте, расположенной на подступах к станице, был оборудован дзот, из которого вёлся круговой пулемётный обстрел, делающий невозможным дальнейшее продвижение советских войск. С двух сторон к дзоту скрытно подползли вооружённые гранатами заместитель политрука П. Л. Гутченко и командир взвода младший лейтенант А. А. Покальчук. Каждый из них метнули в дзот по две гранаты, однако безуспешно. Тогда П. Л. Гутченко и А. А. Покальчук поднялись и с разных сторон одновременно бросились к амбразуре и закрыли её своими телами.
Имеются и альтернативные версии произошедшего: так в одном из источников утверждается, что дзот был двухамбразурный, в другом — что первым закрыл амбразуру П. Л. Гутченко, но был сброшен с неё и затем ту же амбразуру закрыл А. А. Покальчук.
4 февраля 1943 года Указом Президиума ВС СССР посмертно награждён Орденом Ленина.
Похоронен в Клетской. На месте гибели двух героев на могиле установлен памятник, в честь П. Л. Гутченко названа улицы в Клетской, в Донецке и Красном Лимане, а также судно, приписанное к Черноморскому пароходству. В 1968 году в СССР выпущена марка с изображением П. Л. Гутченко.